# John Montgomery (militär)
John Samuel Montgomery, född den 20 augusti 1863 i Bro församling, Värmlands län, död den 1 mars 1936 i Stockholm, var en svensk militär och hovman.
Montgomery blev underlöjtnant vid Svea livgarde 1881 och löjtnant där 1889. Han var kompaniofficer vid krigsskolan 1888–1891, lärare där 1892–1904 och kompanichef där 1901–1904. Montgomery blev kapten i armén 1899 och vid regementet 1900. Han befordrades till major vid Första livgrenadjärregementet 1905 och blev adjutant hos Oskar II 1907. Montgomery befordrades till överstelöjtnant vid Norra skånska infanteriregementet 1909 och till överste och chef för Södra skånska infanteriregementet 1912. Han var sekundchef för Svea livgarde och chef för 7. infanteribrigaden 1915–1920. Montgomery blev kabinettskammarherre 1920. Han invaldes som ledamot av Krigsvetenskapsakademiens andra klass 1914. Montgomery blev riddare av Svärdsorden 1902 och av Vasaorden 1905 samt kommendör av andra klassen av Svärdsorden 1915 och kommendör av första klassen 1919.